# Beauverdia
Beauverdia là một chi thực vật có hoa ở Nam Mỹ trong phân họ Allioideae của họ Amaryllidaceae, bản địa Brasil, Uruguay và Argentina. Chúng là thực vật thân thảo sống lâu năm có dạng thân hành.

## Phân loại
Mối quan hệ họ hàng và phân loại của các loài trong chi này cho tới gần đây chưa được dung giải. Năm 1972, Guaglianone phân chia chi Ipheion Raf., 1836 thành 2 tổ là tổ Hirtellum và tổ Ipheion.
Tổ Hirtellum với mo và 2 lá bắc, chỉ nhị hình dùi và sắp xếp thành 1 loạt, tự do hay hợp sinh cùng kiểu tại đế của chúng, và bao gồm các loài sau: I. hirtellum (Kunth) Traub, I. dialystemon Guagl., I. sellowianum (Kunth) Traub, I. setaceum (Baker) Traub và I. vittatum (Griseb.) Traub.
Tổ Ipheion được đặc trưng bởi 1 lá bắc chẻ đôi, chỉ nhị thẳng hợp sinh khác kiểu với ống bao hoa và sắp xếp thành 2 loạt và không bao giờ hợp sinh cùng kiểu tại gốc của chúng. Các loài sau đây được coi là một phần của tổ điển hình: I. sessile (Phil.) Traub, I. tweedieanum (Baker) Traub và I. uniflorum (Graham) Raf.
Mặc dù tính đơn ngành của Ipheion không được hỗ trợ trong nghiên cứu phát sinh chủng loài phân tử của tông Gilliesieae, nhưng các loài được đưa vào phân tích của cả hai tổ Ipheion và Hirtellum lại tạo thành 2 nhóm đơn ngành, được gộp như sau: 2 loài của tổ Ipheion là I. uniflorum và I. sessile có quan hệ chị-em với chi Tristagma, trong khi 2 loài của tổ Hirtellum là I. dialystemon và I. hirtellum có quan hệ chị-em với chi Nothoscordum.
Beauverdia Herter, 1943 lần đầu tiên được mô tả năm 1943 như là một chi với 10 loài, bao gồm B. hirtella, B. felipponei, B. lloydiiflora, B. lorentzii, B. recurvifolia, B. sellowiana, B. subsessilis, B. tweedieana, B. uniflora và B. vittata. Nguyên ban đầu nó được tạo ra với mục đích phân biệt các loài với cụm hoa chỉ gồm hoa đơn với các loài có cụm hoa gồm nhiều hoa trong phạm vi chi Nothoscordum và các chi khác, một số trong chúng hiện không còn được coi là thành viên của họ Amaryllidaceae. Một số tác giả từ chối đề cập tới nhóm này như một chi khác biệt mà chỉ coi tên gọi này như là từ đồng nghĩa của Ipheion. Một số loài đã từng được chuyển sang các chi khác, như Nothoscordum và Tristagma.
Năm 2014, Beauverdia một lần nữa được phục hồi như là một chi trong tông Gilliesieae, và bao gồm 4 loài.

## Các loài
Phiên bản tháng 4 năm 2015 của Kew World Checklist chấp nhận 4 loài, theo kết quả nghiên cứu của Sassone et al. (2014):
- Beauverdia dialystemon (Guagl.) Sassone & Guagl., 2014 - Uruguay.
- Beauverdia hirtella (Kunth) Herter, 1943 - Argentina (các tỉnh Corrientes, Entre Ríos).
- Beauverdia sellowiana (Kunth) Herter, 1943 - Uruguay, Argentina (tỉnh Entre Ríos).
- Beauverdia vittata (Griseb.) Herter, 1943 - Brasil (Rio Grande do Sul), Uruguay, Argentina (tỉnh Entre Ríos).

Tuy nhiên, hiện tại Kew World Checklist không công nhận chi này mà coi nó là đồng nghĩa của Nothoscordum, dựa theo kết quả nghiên cứu của Souza et al. (2016). Cụ thể:
- Beauverdia dialystemon = Nothoscordum dialystemon (Guagl.) Crosa, 1975
- Beauverdia hirtella = Nothoscordum hirtellum (Kunth) Herter, 1927
- Beauverdia sellowiana = Nothoscordum felipponei Beauverd, 1921
- Beauverdia vittata = Nothoscordum vittatum (Griseb.) Ravenna, 1968

## Chuyển đi
Ba loài trước đây xếp trong chi Beauverdia thì hiện tại (tháng 4 năm 2018) được coi là thuộc chi Ipheion.
- Beauverdia recurvifolia = Ipheion sessile
- Beauverdia tweedieana = Ipheion tweedieanum
- Beauverdia uniflora = Ipheion uniflorum

## Phát sinh chủng loài
Cây phát sinh chủng loài dưới đây vẽ theo Sassone et al. (2014)

|  | Ipheion   |
|  |           |
|  | Tristagma |
|  |           |

|  | \| \| Zoellnerallium = Latace \| \| \| \| \| \| Nothoscordum \| \| \| \| |
|  |                                                                          |
|  | Beauverdia                                                               |
|  |                                                                          |
|  | Zoellnerallium = Latace                                                  |
|  |                                                                          |
|  | Nothoscordum                                                             |
|  |                                                                          |

|  | Zoellnerallium = Latace |
|  |                         |
|  | Nothoscordum            |
|  |                         |

|  | Ipheion   |
|  |           |
|  | Tristagma |
|  |           |

|  | \| \| Zoellnerallium = Latace \| \| \| \| \| \| Nothoscordum \| \| \| \| |
|  |                                                                          |
|  | Beauverdia                                                               |
|  |                                                                          |
|  | Zoellnerallium = Latace                                                  |
|  |                                                                          |
|  | Nothoscordum                                                             |
|  |                                                                          |

|  | Zoellnerallium = Latace |
|  |                         |
|  | Nothoscordum            |
|  |                         |

|  | Ipheion   |
|  |           |
|  | Tristagma |
|  |           |

|  | \| \| Zoellnerallium = Latace \| \| \| \| \| \| Nothoscordum \| \| \| \| |
|  |                                                                          |
|  | Beauverdia                                                               |
|  |                                                                          |
|  | Zoellnerallium = Latace                                                  |
|  |                                                                          |
|  | Nothoscordum                                                             |
|  |                                                                          |

|  | Zoellnerallium = Latace |
|  |                         |
|  | Nothoscordum            |
|  |                         |

|  | Ipheion   |
|  |           |
|  | Tristagma |
|  |           |

|  | \| \| Zoellnerallium = Latace \| \| \| \| \| \| Nothoscordum \| \| \| \| |
|  |                                                                          |
|  | Beauverdia                                                               |
|  |                                                                          |
|  | Zoellnerallium = Latace                                                  |
|  |                                                                          |
|  | Nothoscordum                                                             |
|  |                                                                          |

|  | Zoellnerallium = Latace |
|  |                         |
|  | Nothoscordum            |
|  |                         |